# Pedicia grandior
Pedicia grandior är en tvåvingeart som först beskrevs av Alexander 1923.  Pedicia grandior ingår i släktet Pedicia och familjen hårögonharkrankar. Inga underarter finns listade i Catalogue of Life.